# 拉德布扎河畔別拉
拉德布扎河畔別拉是捷克的城鎮，位於該國西部拉德布扎河畔，由比爾森州負責管轄，面積83.3平方公里，海拔高度442米，該鎮的德國居民在第二次世界大戰後被逐出，2011年人口1,885。

## 外部連結
- Municipal website